# Danh sách quân chủ nhà Chu
Danh sách quân chủ nhà Chu bao gồm những người đứng đầu bộ tộc Chu ở phía tây Trung Quốc tới khi họ Cơ làm thiên tử cai quản thiên hạ và chấm dứt vào năm 249 TCN. Niên đại của những vị quân chủ này được các nguồn sử liệu ghi chép có những điểm không thống nhất.

## Nhà Chu

### Tây Bá
| Thụy hiệu           | Tên thật và tên khác      |
| ------------------- | ------------------------- |
| —                   | Khí 棄 (Hậu Tắc) 后稷     |
| —                   | Bất Truật 不窋            |
| —                   | Cúc 鞠                    |
| —                   | Công Lưu 公劉             |
| —                   | Khánh Tiết 慶節           |
| —                   | Hoàng Phó 皇仆            |
| —                   | Sai Phất 差弗             |
| —                   | Hủy Du 毀隃               |
| —                   | Công Phi 公非             |
| —                   | Cao Ngữ 高圉              |
| —                   | Á Ngữ 亚圉                |
| —                   | Công Thúc Tổ Cám 公叔组绀 |
| Chu Thái Vương 太王 | Đản Phụ 亶父              |
| Vương （truy tôn）  | Quý Lịch 季歷             |

### Tây Chu
| Các giả thuyết              | Vũ Vương 武王 | Chu Văn công 周文公（nhiếp chính） | Thành Vương 成王 | Khang Vương 康王 | Chiêu Vương 昭王 | Mục Vương 穆王 | Cung Vương 恭王 | Ý Vương 懿王 | Hiếu Vương 孝王 | Di Vương 夷王 | Lệ Vương 厲王 | Thụ mệnh đến Mục Vương 受命至穆王 | Vũ Vương đến Cộng Hòa 武王至共和 | Năm khắc ân 克殷年 |
| --------------------------- | ------------- | ---------------------------------- | ---------------- | ---------------- | ---------------- | -------------- | --------------- | ------------ | --------------- | ------------- | ------------- | --------------------------------- | -------------------------------- | ------------------ |
| Cổ bản Trúc thư kỷ niên     | ─             | ─                                  | ─                | ─                | 19               | ─              | ─               | ─            | ─               | ─             | ─             | 100(mục đầu)                      | ─                                | 1111 TCN           |
| Sử ký                       | 3             | ─                                  | ─                | ─                | ─                | 55             | ─               | ─            | ─               | ─             | 37            | ─                                 | ─                                | 1046 TCN           |
| Thái Bình ngự lãm dẫn Sử ký | ─             | ─                                  | ─                | ─                | ─                | 55             | ─               | 25           | 15              | ─             | 37            | ─                                 | ─                                | ─                  |
| Đế vương thế kỷ             | 7             | 7                                  | 30               | 26               | 51               | 55             | 20              | 20           | ─               | 16            | ─             | 133(mục đầu)                      | 281                              | 1122 TCN           |
| Thông giám ngoại kỷ         | 7             | 7                                  | 30               | 26               | 51               | 55             | 10              | 25           | 15              | 15            | 40            | 133                               | 281                              | 1122 TCN           |
| Thông chí                   | 7             | 7                                  | 30               | 26               | 51               | 55             | 12              | 25           | 15              | 15            | 40            | 133                               | 281                              | 1122 TCN           |
| Hoàng cực kinh thế          | 7             | 7                                  | 30               | 26               | 51               | 55             | 12              | 25           | 15              | 16            | 37            | 133                               | 281                              | 1122 TCN           |
| Văn hiến thông khảo         | 7             | 7                                  | 30               | 26               | 51               | 55             | 12              | 25           | 15              | 12            | 37            | 133                               | 281                              | 1122 TCN           |
| Tư trị thông giám tiền biên | 7             | 7                                  | 30               | 26               | 51               | 55             | 12              | 25           | 15              | 12            | 37            | 133                               | 281                              | 1122 TCN           |
| Bản nay Trúc thư kỷ niên    | 6             | 7                                  | 30               | 26               | 19               | 55             | 12              | 25           | 9               | 8             | 12            | 100(+11)                          | 209                              | 1050 TCN           |
| Tân thành tân tạng          | 3             | 7                                  | 30               | 26               | 24               | 55             | 12              | 25           | 15              | 12            | 16            | 100(+10)                          | 225                              | 1066 TCN           |
| Ngô kì xương                | 7             | 7                                  | 30               | 26               | 51               | 55             | 20              | 17           | 15              | 16            | 37            | 121                               | 281                              | 1122 TCN           |
| Đinh Sơn                    | 3             | 7                                  | 12               | 26               | 19               | 37             | 18              | 20           | 7               | 3             | 37            | 104(101)                          | 189                              | 1030 TCN           |
| Trần mộng gia               | 3             | ─                                  | 20               | 20               | 19               | 38             | 20              | 10           | 10              | 30            | 16            | 100(mục cuối)                     | 186                              | 1027 TCN           |
| Đổng tác tân                | 7             | 7                                  | 30               | 26               | 18               | 41             | 16              | 12           | 30              | 46            | 37            | 100(mục cuối)                     | 270                              | 1111 TCN           |
| Chương Hồng Chiêu           | 3             | ─                                  | 37               | 26               | 23               | 55             | 16              | 17           | 15              | 7             | 15            | 89(mục cuối)                      | 214                              | 1055 TCN           |
| Yetts                       | 3             | ─                                  | 30               | 25               | 19               | 55             | 15              | 3            | 7               | 32            | 20            | 132(mục mạt)                      | 209                              | 1050 TCN           |
| Chu Pháp Cao                | 2             | ─                                  | 24               | 25               | 19               | 23             | 15              | 2            | 15              | 34            | 18            | 100(mục cuối)                     | 177                              | 1018 TCN           |
| Bạch Xuyên Tĩnh             | ─             | ─                                  | 25               | 35               | 26               | 31             | 17              | 14           | 19              | 39            | 37            | ─                                 | ─                                | 1087 TCN           |
| Lao Cán                     | 3             | 7                                  | ─                | ─                | ─                | 50             | 15              | 7            | ─               | ─             | 12            | ─                                 | 185                              | 1025 TCN           |
| Lôi Hải Tông                | ─             | ─                                  | ─                | ─                | 19               | ─              | ─               | ─            | ─               | ─             | ─             | ─                                 | ─                                | 1027 TCN           |
| Cao Bản Hán                 | ─             | ─                                  | ─                | ─                | 19               | ─              | ─               | ─            | ─               | ─             | ─             | ─                                 | ─                                | 1027 TCN           |

### Đông Chu
| Thụy hiệu               | Tên            | Thời gian tại vị                |
| ----------------------- | -------------- | ------------------------------- |
| Vua Chu thời Xuân Thu   |                |                                 |
| Chu Bình Vương 周平王   | Nghi Cữu 宜臼  | 770 TCN—720 TCN                 |
| Chu Hoàn Vương 周桓王   | Lâm 林         | 719 TCN—697 TCN                 |
| Chu Trang Vương 周莊王  | Đà 佗          | 696 TCN—682 TCN                 |
| Chu Ly Vương 周僖王     | Hồ Tề 胡齐     | 681 TCN—677 TCN                 |
| Chu Huệ Vương 周惠王    | Lãng 阆        | 676 TCN—675 TCN 673 TCN—652 TCN |
|                         | Đồi 穨         | 675 TCN—673 TCN                 |
| Chu Tương Vương 周襄王  | Trịnh 郑       | 651 TCN—619 TCN                 |
| Chu Khoảnh Vương 周顷王 | Nhâm Thần 壬臣 | 618 TCN—613 TCN                 |
| Chu Khuông Vương 周匡王 | Ban 班         | 612 TCN—607 TCN                 |
| Chu Định Vương 周定王   | Du 瑜          | 606 TCN—586 TCN                 |